# Jan Hendrickx (reformator)
Jan Hendrickx, bijgenaamd den Grooten Joannes (Alveringem, ca. 1530 – Rupelmonde, 3 augustus 1564) was een rooms-katholiek priester en vervolgens reformator. Hij assisteerde de radicale predikant Pieter Hazaert en streefde al vroeg naar gewapend verzet en gewelddadige beeldenvernieling. Dit bracht hem op de brandstapel.

## Leven
Hendrickx kwam uit het Westkwartier en schreef zich in november 1548 in aan de Universiteit van Leuven. Hij werd magister artium en vervolgde vermoedelijk met theologie. Rond 1553 werd hij priester gewijd. Hij diende als kapelaan in Alveringem en later in Mannekensvere. Kort vóór 1560 bracht Gillis de Langhe uit Dranouter hem in contact met Pieter Hazaert, een Vlaams priester die sinds 1557 werkzaam was als gereformeerd predikant. Hendrickx bekeerde zich en het duurde niet lang voor hij in het openbaar begon uit te komen voor zijn nieuwe geloofsovertuiging. Hij werd aangegeven bij de officiaal van het bisdom Doornik, maar kon tijdig onderduiken bij zijn geloofsgenoten François Aechte en Jan Weyns in Hondschote.
Van dan af werd Hendrickx de trouwe gezel van Hazaert op diens zwerftochten. In 1561 waren ze vooral werkzaam in Hondschote, Belle en Nieuwkerke. Dit waren industriële centra waar het Nederlandse calvinisme eerst wortel schoot. Eind 1561 staken ze het Kanaal over om deel te nemen aan het debat in de Nederlandse vluchtelingenkerk van Sandwich naar aanleiding van de gewelddadige bevrijding van Jan Hacke. Met Hazaert en Jacob de Buyzere verdedigde hij dergelijke gevangenisbraken, maar ze lijken het niet te hebben gehaald. De irenische strekking van Calvijn en Guy de Brès was nog te sterk. 
Hendrickx en Hazaert trokken naar Emden. De predikant had twijfels over het oordeelsvermogen van zijn assistent en liet hem daar achter om een stiel te leren, maar Hendrickx zag zijn toekomst anders en keerde uit eigen beweging terug naar de Nederlanden, wat de Emdense kerkenraad schoffeerde en Hazaert in verlegenheid bracht.
Terug in het vaderland, bevond Hendrickx zich in Nieuwpoort, waar hij logeerde in de herberg 'Den Engel'. In de eetzaal kwam hij in dispuut met een groep lokale bewoners, waar de stadhouder van de baljuw van Nieuwpoort toe behoorde. Het werd hardhandig en de stadhouder arresteerde Hendrickx en sloot hem op in de gemeentelijke gevangenis "met dieven en moordenaars". De gelegenheid werd aangegrepen om een ondervraging te organiseren over zijn geloofsovertuigingen. Hij kon zich witwassen van de verdenking een wederdoper te zijn, maar bleef toch gevangen. Toen trad Charles Heeve op, de burgemeester van Nieuwpoort, die net als Hendrickx in Alveringem geboren was. Hij haalde hem uit de kerker en logeerde en onderhield hem in een comfortabele kamer. Toen verscheen de broer van Hendrickx, Christiaan Hendrickx, die zorgde voor een goede advocaat en ook de baljuw en zijn stadhouder met een grote som geld omkocht. Hendrickx werd op vrije voeten gesteld en had dit voornamelijk aan de burgemeester te danken. Die had immers het onderzoek gewoon binnen het gemeentebestuur gehouden en niet op een officiële inquisiteur beroep gedaan en hij had evenmin aan de verplichting voldaan om Hindrickx, zoals het was voorgeschreven, als ex-priester aan een klerikale rechtbank over te leveren. 
Hij zocht weer Haezaert op en werd opnieuw zijn reisgenoot. Ze begaven zich naar de omgeving van Hondschote, maar vanwege de arrestatie op 22 februari 1562 van Willem Damman meden ze de stad en reisden ze door naar Parijs. Na het bloedbad van Wassy was het ook daar niet meer veilig en vluchtten ze met de hugenoten uit de stad. Ze zochten Guy de Brès op in Amiens en begaven zich naar Antwerpen, waar de synode zich zou buigen over het weerstandsrecht. Deze keer werd het standpunt van de lijdelijkheid afgewezen. Hendrickx en Hazaert begonnen daarop de diaspora te activeren. Ze waren in Eeklo, Axel, Casuwele, Gent, Nieuwpoort en Oostende. Ze legden connecties die het calvinistische netwerk robuust maakten, maar de inquisitie bleef steeds een bedreiging. 
Een nieuwe verscherping dwong Hendrickx de wijk te nemen naar Engeland en vervolgens naar Emden, waar de boekhandelaar Lucas Silvius hem een tijdje tewerk stelde. Via Keulen was hij midden 1563 terug in Vlaanderen. Hij woonde een dienst van Joris Wybo bij in Gent en hernam dan zijn bedrijvigheid met Hazaert in het Westkwartier. Geregeld bracht hij boodschappen over naar de Antwerpse gemeente. Toen hij tijdens zo'n missie in juni 1564 in Daknam voorbijkwam, nam hij een Mariabeeld uit de voorgevel van een herberg en gooide het in het water. De baljuw van het Land van Waas was toevallig in de buurt en wist hem te arresteren. Opgesloten in de kelder van diens ambtswoning, probeerde hij zich zonder succes de keel over te snijden.

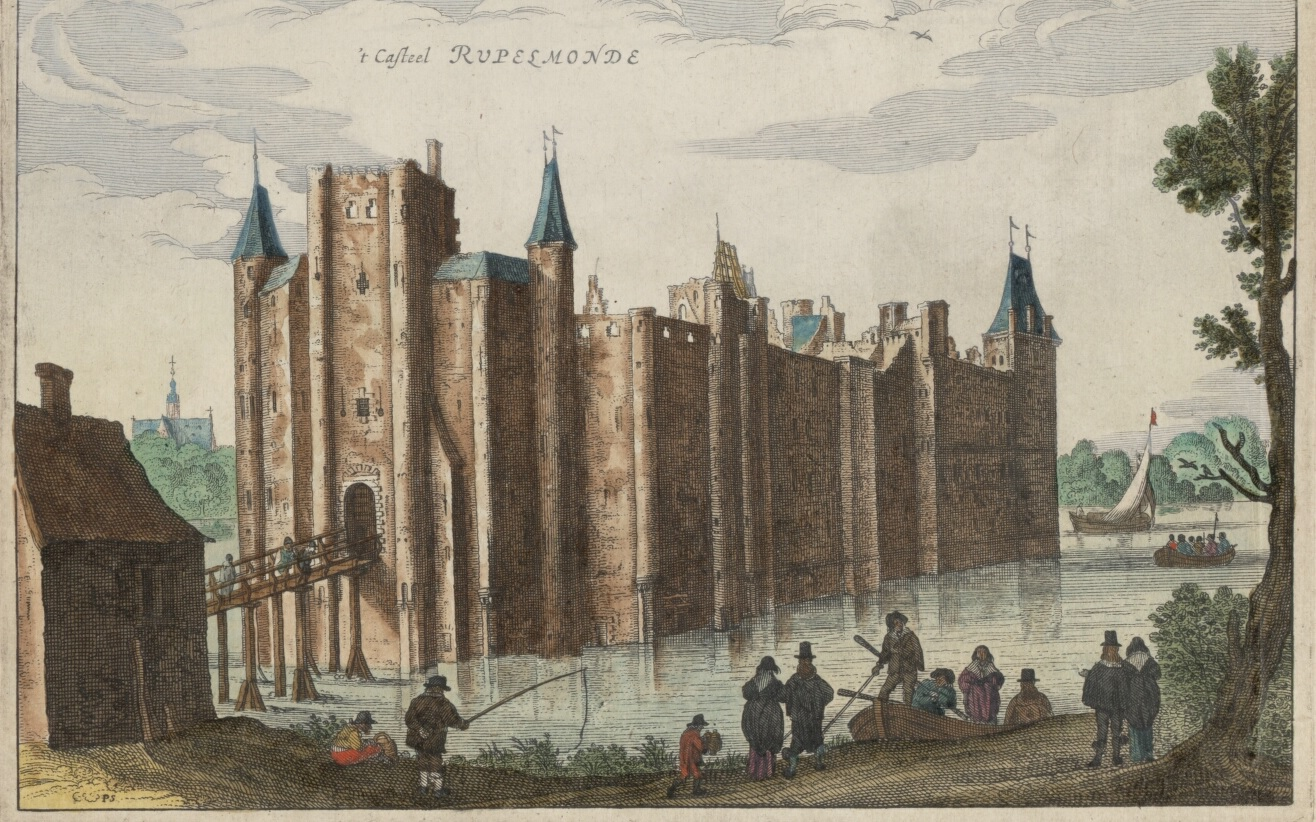
Het kasteel van Rupelmonde

Na zijn herstel werd hij overgebracht naar het kasteel van Rupelmonde. Namens het Antwerpse consistorie betaalde Joos Laureins de kosten van zijn gevangenschap. Hij gedroeg zich voorbeeldig en kreeg de gelegenheid buiten de slotmuren te wandelen, wat hij te baat nam om Hazaert en anderen berichten te sturen om hem te komen bevrijden. Twee plannen werden daartoe ondernomen en verijdeld. De derde keer, op 19 juli 1564, slaagden zijn medestanders er wel in binnen te dringen. Hendrickx lokte een wachter in de val en takelde hem lelijk toe. De rest van het kleine garnizoen vluchtte naar buiten en sloot de kasteelpoort achter zich. Hendrickx en zijn redders gingen dan de overige gevangenen bevrijden, vernielden de beelden in de slotkapel en staken de toegangsbrug in brand. Toen de garnizoenskapitein terugkwam met versterking, dreigde Hendrickx de kostbare charters van Vlaanderen te verbranden, maar vóór hij dat kon uitvoeren, werd hij overmeesterd. De volgende nacht probeerde hij in de kerker opnieuw zelfmoord te plegen.
Het lukte niet en tortuur was zijn deel. De ondervragers probeerden namen en vergaderplaatsen te weten te komen. Hoewel hij priester was, werd hij op advies van de Geheime Raad berecht door de wereldlijke autoriteiten. De baljuw van Waas en de zes hoofdschepenen veroordeelden hem op 3 augustus tot de doodstraf. Zijn rechtervuist werd afgehakt als straf voor zijn rebellie tegenover de rechterlijke overheid en vervolgens werd hij op de brandstapel ter dood gebracht.
Johan Decavele beoordeelde zijn rol als volgt: Door onstuimig zijn ideaal na te jagen heeft hij ook onder medestanders in het geloof veel vijanden gemaakt. Toch heeft hij zijn overtuiging willen uitdragen en zo in moeilijke omstandigheden het succes van de reformatorische beweging helpen verzekeren. Terwijl aan de top nog eindeloos getheoretiseerd werd over het weerstandsrecht, dacht en handelde hij al in termen van gewapend verzet en gewelddadige beeldenvernieling. Hiermee liep hij vooruit op wat twee jaar later, tijdens de Beeldenstorm van 1566, door veel protestanten als geoorloofd, ja zelfs als noodzakelijk werd beschouwd.

## Voetnoten
1. ↑  Andrew Pettegree, Emden and the Dutch Revolt, 1992, p. 73